# Крис Гриффин
Кристофер Кросс «Крис» Гриффин (Christopher Cross «Chris» Griffin) — персонаж мультсериала Гриффины, 14-летний заторможенный и недоразвитый подросток, средний ребёнок Питера и Лоис Гриффинов. Родной брат Мэг и Стьюи Гриффинов.

## Происхождение
Крис родился в Куахоге 8 февраля. Он был незапланированным ребёнком (у родителей при его зачатии порвался презерватив), но благодаря иску к фирме-производителю противозачаточных средств, Гриффины смогли приобрести дом (поэтому Лоис называет Криса «моя любимая ошибка») (серия «Emission Impossible»). Инфантильность и недоразвитость Криса объясняется тем, что Лоис во время первых 5 месяцев беременности много пила и курила марихуану, что не могло не сказаться на развитии плода.

## Привычки и увлечения
Крис значительно отстал в своем развитии, хотя изначально в первых сезонах просто изображался как инертный флегматик. Многие его высказывания и поступки подошли бы скорее 5-летнему малышу. Его любимое увлечение — рисование. В серии A Picture Is Worth a 1,000 Bucks Крис становится профессиональным художником и устраивает выставку своих картин. Кроме того, Крис обладает пенисом бо́льшего размера, чем пенис его отца (And the Wiener Is...), что вызывает зависть Питера.
Иногда до Криса не сразу доходит, что именно ему сказали. Он некоторое время продолжает говорить, а затем вытаращивает глаза и медленно тянет: «Что-о-о-о?» (англ. Whaaaaaat?)
В большинстве серий носит синюю футболку, черные брюки, белые кроссовки с красными полосами и черно-оранжевую кепку. В обоих ушах носит толстые кольца жёлтого цвета.

## Лишний вес
Ещё с рождения вес Криса намного превышал норму (в газете ему была посвящена статья «У местной женщины родился слонёнок» (серия He’s Too Sexy for His Fat). Впоследствии Крис, стесняясь своего веса, с помощью Питера пытался похудеть, занимаясь спортом и сидя на диете, что результатов не дало. От предложения о липосакции отказался, считая это искусственным и ненужным средством.

## Злая обезьяна
В шкафу Криса живёт злая обезьяна, постоянно скалящая зубы и показывающая на Криса пальцем. Крис её очень боится и старается не оставаться один в своей комнате. По словам злой обезьяны, она не всегда была злобной, а стала такой только застав свою жену в постели с другой обезьяной (серия Ready, Willing, and Disabled). А в серии Hannah Banana вся семья узнала о её существовании (до этого никто не верил Крису что она существует).

## Отношения с Гербертом
Герберт — старый, шепелявый педофил, живущий вниз по улице, часто пристающий к Крису. Разговаривая с Крисом, Герберт называет его «мушкулиштый разносчик газет», а за глаза — «толстозаденьким». Крис не понимает цели приставаний и считает Герберта смешным и добрым. В одной из серий появляется в женском платье.